# Cordulegastroidea
Cordulegastroidea là một liên họ chuồn chuồn ngô.

## Families
- Cordulegastridae
- Neopetaliidae
- Chlorogomphidae